# Нозджець (гміна)
Гміна Нозджець (пол. Gmina Nozdrzec) — сільська гміна у східній Польщі. Належить до Березівського повіту Підкарпатського воєводства.
Станом на 31 грудня 2011 у гміні проживало 8486 осіб.

## Територія
Згідно з даними за 2007 рік площа гміни становила 121.62 км², у тому числі:
- орні землі: 62.00%
- ліси: 30.00%

Таким чином, площа гміни становить 22.51% площі повіту.

## Населені пункти
- Вара
- Весола
- Володжа
- Воля-Володзька
- Глідно
- Гута-Поремби
- Ніздрець
- Іздебки
- Рита-Ґурка
- Рудавець
- Селиска
- Уязди

## Населення
Станом на 31 грудня 2011:
| Опис     | Загалом | Загалом | Чоловіки | Чоловіки | Жінки | Жінки |
| -------- | ------- | ------- | -------- | -------- | ----- | ----- |
| одиниця  | осіб    | %       | осіб     | %        | осіб  | %     |
| все      | 8486    | 100     | 4187     | 49.34    | 4299  | 50.66 |
| міське   | 0       | 100     | 0        |          | 0     |       |
| сільське | 8486    | 100     | 4187     | 49.34    | 4299  | 50.66 |

## Релігія
До виселення українців у 1945 році в СРСР та депортації в 1947 році в рамках акції Вісла у селах гміни були греко-католицькі церкви парафій Динівського деканату:
- парафія Володжа: Володжа, Воля-Володзька
- парафія Глудно: Глудно, Вара, Весола, Ніздрець
- парафія Іздебки
- парафія Селиська: Селиска, Поруби з Гутою і Ясеновом, Дуброва

## Сусідні гміни
Гміна Нозджець межує з такими гмінами: Березів, Бірча, Блажова, Дидня, Домарадз, Ярослав, Ярослав.